# LibreOffice Writer
LibreOffice Writer（リブレオフィス・ライター）は、FOSSのワードプロセッサである。
オフィススイートのLibreOfficeに含まれるアプリケーションの1つで、The Document Foundationによって開発が行われている。
LibreOffice Writerは、標準のファイルフォーマットとしてODFを採用している。

## 特徴
- OOXMLの読み書き[4]
- PDF・EPUBのエクスポート[5][6]
- SVGのインポート[4]

## マニュアル等
- LibreOffice日本語ドキュメンテーションWiki（日本語）(利用方法のリンク等)